# Joseph Delphis Des Rosiers
Joseph Delphis Des Rosiers (ur. 23 lutego 1906 w Embrun, zm. 22 czerwca 1989) – kanadyjski duchowny rzymskokatolicki, misjonarz, biskup Maseru i Qacha's Nek.

## Biografia
Joseph Delphis Des Rosiers urodził się 23 lutego 1906 w Embrun w pobliżu Ottawy w Kanadzie. 6 lipca 1930 otrzymał święcenia prezbiteriatu i został kapłanem Zgromadzenia Misjonarzy Oblatów Maryi Niepokalanej. Następnie wyjechał do Basutolandu. Od 1932 był wykładowcą w seminarium w Romie, a od 1939 jego superiorem. Od 1942 superior Mazenod Institute.
11 marca 1948 papież Pius XII mianował go wikariuszem apostolskim Basutolandu i biskupem tytularnym Pachnemunisu. 29 czerwca 1948 przyjął sakrę biskupią z rąk wikariusza apostolskiego Windhuku Josepha Gotthardta OMI. Współkonsekratorami byli wikariusz apostolski Kimberley w Południowej Afryce Herman Joseph Meysing OMI oraz wikariusz apostolski Aliwalu Johannes Baptist Lück SCI.
11 stycznia 1951 wikariat apostolski Basutolandu został podniesiony do rangi diecezji i zmienił nazwę na diecezja Maseru. Joseph Delphis Des Rosiers został jej ordynariuszem. 3 stycznia 1961, aby biskupem stolicy mógł zostać Sotyjczyk, bp Des Rosiers został przeniosiony na katedrę w Qacha’s Nek. Jako ojciec soborowy wziął udział w soborze watykańskim II. Biskupem Qacha’s Nek był do przejścia na emeryturę 17 lipca 1981. Zmarł 22 czerwca 1989.